# Amauromyza nigripennis
Amauromyza nigripennis är en tvåvingeart som först beskrevs av Mitsuhiro Sasakawa 1961.  Amauromyza nigripennis ingår i släktet Amauromyza och familjen minerarflugor. Inga underarter finns listade i Catalogue of Life.